# Красницький Євген Сергійович
Євген Сергійович Красницький (31 січня 1951, місто Ленінград, тепер Санкт-Петербург, Російська Федерація — 
25 лютого 2013, місто Санкт-Петербург, Російська Федерація) — радянський діяч, письменник-фантаст, електромонтер зв'язку із ремонту складного електронного обладнання Ленінградського морського торгового порту. Член ЦК КПРС у 1990—1991 роках. Депутат Державної Думи Федеральних Зборів РФ першого скликання (1993—1995), був членом фракції КПРФ.

## Життєпис
У 1968 році закінчив школу робітничої молоді в Ленінграді.
У 1968—1969 роках — столяр Ленінградського заводу «Измеритель».
У 1969—1970 роках — курсант Ленінградської морехідної школи, матрос Балтійського морського пароплавства.
З 1970 по 1972 рік служив у Радянській армії.
У 1972—1975 роках — монтер кабельної сітки Ленінградського морського торгового порту.
Член КПРС з 1975 року.
У 1975—1985 роках — електромонтер зв'язку, радіомеханік, з 1985 по 1990 рік — електромонтер зв'язку із ремонту складного електронного обладнання Ленінградського морського торгового порту.
У березні 1990 року обраний депутатом Ленінградської міської ради народних депутатів. З серпня 1990 року був членом і секретарем постійної комісії Ленінградської міської ради народних депутатів із зв'язку та інформатики.
У 1991 році очолив створений комуністами Комітет проти перейменування Ленінграда. У Ленінградській міській раді входив до комуністичної фракції, в 1991 став одним з організаторів нової фракції комуністів і був обраний її співголовою.
Після розпуску КПРС у серпні 1991 року увійшов до ініціативної групи Роя Медведєва, Анатолія Денисова, Івана Рибкіна зі створення нової лівої партії соціалістичної орієнтації — Соціалістичної партії трудящих (СПТ). У 1991 був обраний членом правління СПТ, співголовою Ленінградської (надалі Санкт-Петербурзької) організації СПТ.
У 1993 році у складі партії перейшов у КПРФ. Обирався членом президії Ленінградського обласного комітету КПРФ.
Автор книг «Онук сотника» (2008), «Скажений лис» (2008), «Підкорена сила» (2008), «Близьке коло» (2008), «Шлях та місце» (2009), «Богам – боже, людям – людське» (2010), «Беру все на себе» (2012), «Не по чину» (2013), «Жіноча зброя» (2012), «Баби строєм не воюють» (2013)
Помер 25 лютого 2013 року. Похований на Північному цвинтарі Санкт-Петербурга.